# Iguentxe
Iguentxe (en rus: Игенче) és un poble d'Udmúrtia, a Rússia, el 2008 tenia 9 habitants. Pertany al raion d'Alnaixi.